# Tetracis truxaliata
Tetracis truxaliata är en fjärilsart som beskrevs av Achille Guenée 1858. Tetracis truxaliata ingår i släktet Tetracis och familjen mätare. Inga underarter finns listade i Catalogue of Life.